# Parque Chicano

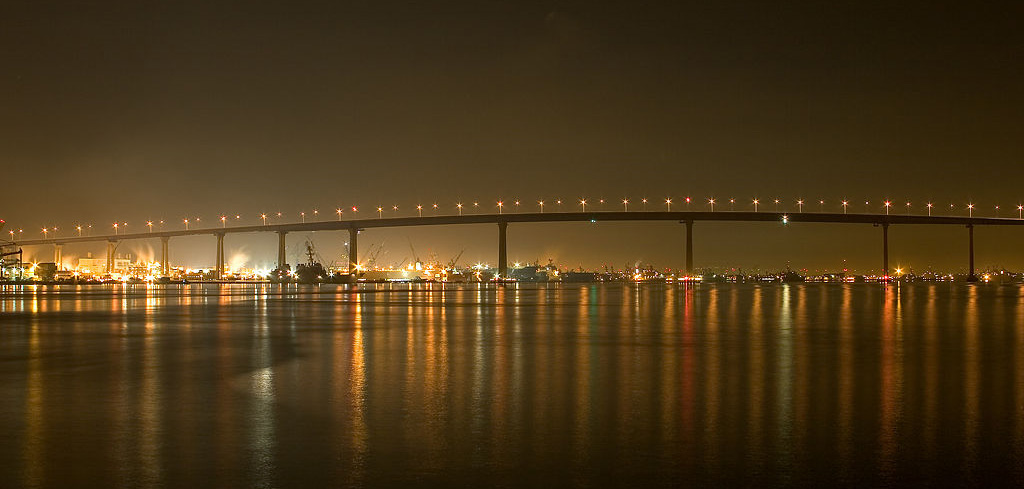
Vista del puente San Diego Coronado.

El Parque Chicano (Inglés: Chicano Park) es un parque público de 3,2 ha ubicado bajo del puente San Diego-Coronado en el vecindario de Logan Heights (Barrio Logan), una comunidad mexicano-estadounidense de San Diego, California, Estados Unidos. 
El parque alberga una importante colección de murales (67), así como de esculturas, earthwork ("tierrarte"), y una pieza arquitectónica dedicada al patrimonio cultural de la comunidad. 
Fue designado en el año 1980 como "sitio histórico oficial" por el San Diego Historical Site Board (Directorio de Sitios Históricos de San Diego) debido a la magnitud y significado histórico de sus murales, los cuales fueron reconocidos oficialmente como arte público por el San Diego Public Advisory Board en 1987. 
Como El Parque del Pueblo (People's Park) de Berkeley, California, el Parque Chicano fue creado como resultado de una ocupación física del terreno por los miembros de la comunidad, en una confrontación entre la gente y las autoridades. El 22 de abril de cada año se celebra el aniversario de la ocupación con una fiesta llamada El Día del Parque Chicano (Chicano Park Day).

## Historia
El vecindario de Logan Heights se conocía originalmente como el "East End de San Diego". Sus primeros habitantes fueron mexicanos llegados en la década de 1890, seguidos poco después por refugiados de la Revolución mexicana de 1910. En el año 1905, el área ya tenía el nombre de Logan Heights.
El barrio original se extendía hasta la costa, y los residentes aprovechaban del acceso al mar. Este acceso fue bloqueado a comienzos de la Segunda Guerra Mundial, cuando fueron construidas bases de la Armada. Este bloqueo dio origen al descontento de la comunidad hacia el gobierno y sus agencias.
El descontento aumentó en los años 1950, cuando fue designado como una "zona mixta" de residencias e industrias. Vendedores de chatarra llamados Junk dealers o "yonqeros", y talleres mecánicos ingresaron al barrio, originando una contaminación ambiental y acústica, creando además condiciones estéticas no correspondientes a una zona residencial. El descontento creció aún más en el año 1963, cuando el barrio fue dividido en dos por la construcción de la autopista interestatal 5.
En aquella época, los habitantes mexicano-estadounidenses no eran incluidos en la toma de decisiones que afectaban sus comunidades, ni existían funcionarios que representasen sus intereses, de manera que no hicieron ninguna queja formal.
Esta actitud pasiva empezó a cambiar durante la década de 1960, cuando los afroamericanos, las mujeres, y otros grupos oprimidos comenzaron a reclamar sus derechos de participación política e inclusión social en los Estados Unidos.
Varias campañas se fusionaron bajo la bandera del Movimiento Chicano que incluía el derecho al sindicalismo campesino dirigido por César Chávez y Dolores Huerta, los derechos de los veteranos de guerra (American GI Forum), bajo la dirección del Dr.Héctor Pérez García, el derecho a la igualdad educativa dirigida por el grupo estudiantil MEChA, y los derechos garantizados por el Tratado de Guadalupe Hidalgo bajo el liderazgo de Reies López Tijerina. Comenzando también una toma de conciencia política y un sentido de propiedad de Logan Heights.
Los miembros de la comunidad exigieron al Concejo municipal la construcción de un parque, el cual había sido prometido anteriormente como compensación por la pérdida de más de 5 000 casas y negocios que habían sido expropiados para dar espacio a la construcción de la autopista interestatal 5, y en 1969, el puente San Diego-Coronado, que conectaba la península de Coronado con San Diego, que efectivamente cubría el barrio con un dosel sostenido por un "bosque" de columnas de concreto. En junio de 1969, el parque fue aprobado oficialmente pero ninguna acción fue tomada para realizar la decisión.

## La ocupación
En camino a la escuela la mañana del 22 de abril de 1970, Mario Solis, un estudiante del Colegio Municipal de San Diego (San Diego City College) y miembro del grupo militante los Brown Berets, vio un bulldozer estacionado junto al terreno designado para el parque comunitario. Al preguntarles a los obreros qué construían, se enteró de que, en lugar de un parque, preparaban el terreno para construir un cuartel y un estacionamiento para la Patrulla Carreterera de California. Debido a la existencia de una gran cantidad de quejas contra actuaciones de las autoridades policíacas en el barrio, la intención de crear un cuartel en medio de la comunidad, fue visto como una ofensa mayor.
Solis fue de puerta en puerta para denunciar la construcción. En la escuela, alertó a los alumnos de la clase de estudios chicanos del profesor Gil Robledo, que imprimieron volantes para llamar la atención sobre el engaño. Al mediodía, alumnos de preparatorias locales dejaron sus clases para reunirse con los vecinos que ya se habían congregado en el lugar. Algunos manifestantes formaron "cadenas humanas" alrededor del bulldozer mientras que otros plantearon árboles, flores y cactus. Según reportajes de la época, Solis mismo tomó el control de un bulldozer y lo usó para aplanar la tierra, para plantarla. Notablemente, la bandera de Aztlán (Aztlán) fue izada en un viejo poste telefónico, marcando una "reclamación" simbólica de tierra anteriormente mexicana, por gente de ascendencia mexicana.
La construcción del cuartel fue cancelada. La ocupación duró los doce días que tomaron las negociaciones de los funcionarios municipales con representantes del barrio para la creación del parque. Durante ese tiempo, se unieron grupos de Los Ángeles y Santa Bárbara para expresar su solidaridad con el pueblo de San Diego. 
Temiendo que dejar el terreno sería igual a conceder la victoria a las autoridades, el recientemente formado Comité Directivo del Parque Chicano llegó a un acuerdo que terminaba con la ocupación del terreno disputado, pero que permitía a un representante quedarse allí para proveer información acerca del proyecto a los residentes. El Comité mantuvo el derecho a la reocupación si el acuerdo para establecer un parque no era cumplido.
En una reunión del Comité, el 23 de abril, un artista joven llamado Salvador Roberto Torres, de regreso al barrio después de terminar sus estudios artísticos en el Colegio de Artes y Artesanías (College of Arts and Crafts) de Oakland, compartió su sueño de adornar las columnas del puente con murales. Por eso se le atribuye la idea de crear el Parque Chicano y se le llama "el arquitecto del sueño".
Finalmente, el 1 de julio de 1970, US$21 814,96 fueron destinados para el desarrollo de un parque de 7 284,34 m².

## Creación del Parque
Aunque el Parque empezó a desarrollarse desde el primer día de la ocupación, con mejoramientos de jardinería y los murales que le dieron fama internacional, no tuvieron inicio hasta 1973. 
Con pocas excepciones, los artistas y sus organizaciones recaudaron los fondos necesarios para comprar ácido murático para limpiar las columnas, acondicionador de caucho, y pintura, donando además su trabajo.
Artistas de todas partes del estado fueron invitados a contribuir sus visiones artísticas, las más notables provenían del Royal Chicano Air Force (Fuerza Aérea Chicana Real) de Sacramento y el equipo de Charles "Gato" Félix, el creador de los murales de los departamentos Estrada Courts de Los Ángeles. Muchas personas que no eran ni chicanas ni mexicanas también participaron. Con el paso del tiempo fue plantada más vegetación para crear un "jardín de nopalitos".
Otros adicionales al Parque han sido poco sistemáticos, ya que el coherente "Plan Maestro" propuesto por los artistas, nunca fue adoptado por la ciudad. El parque ha crecido, y alcanza casi "Hasta la bahía", un lema usado durante una campaña en 1980 para extender el Parque hasta la costa. 
El Parque Ribereña Cesar E. Chávez fue iniciado en 1987 y completado en 1990, restaurando el acceso público al océano Pacífico. Con excepción de tres cuadras que todavía no son parte del parque, la meta original de crear un parque comunitario con acceso al mar se ha cumplido. Proyectos mayores de restauración de los murales empezaron en 1984, y han sido restaurados regularmente desde entonces.

## Controversia
Desde su principio, el Parque Chicano ha sido sujeto a varias controversias. Ha habido disputas entre los artistas mismos acerca de quien pinta los murales, el tipo de imágenes que se representarían, quien se hace responsable por la restauración de los murales, etcétera. Pero los conflictos entre los artistas y los funcionarios municipales y estatales han sido aun mayores. Se han producido también conflictos entre defensores del Parque y las comunidades anglosajonas vecinas.
- En 1979, una investigación del Gran Jurado de San Diego forzó a la Confederación Chicana a abandonar el edificio del Parque.
- La exigencia de un kiosco, llamado el "Chicano Park kiosco", fue cumplida en 1977, pero solamente después de una lucha burocrática concerniente al estilo de su arquitectura. El consejero municipal Jess Haro quería un kiosco al estilo español, mientras los residentes del barrio querían un estilo indígena. Finalmente el deseo de la comunidad fue realizado y el kiosco tiene la apariencia de un templo Maya.
- Barrio Sí, Yonques No. Un esfuerzo para volver a clasificar el área como una zona (únicamente) residencial provocó la ira de los "yonques", vendedores de chatarra, quienes vandalizaron los murales, en especial el mural Barrio Sí, Yonkes No que fue creado para conmemorar la campaña.
- A mediados de la década de 1980, el Departamento Californiano de Transporte, Caltrans, decidió modernizar el puente y la autopista para asegurarlas en caso de terremoto. La comunidad se movilizó en contra de la "falta de sensibilidad" del proyecto, temiendo que el proceso destruiría los murales y la historia que representaban. El acuerdo al cual se llegó, protegió los murales con tablas de madera durante el proceso de modernización.
- Racismo. Los murales han sido vandalizados con bombas de pintura, lanzamiento de piedras, y pintura de pulverizador. Mensajes denigrantes dirigidos a los mexicanos han sido pintados sobre los murales.
- En 2003, un plan para renovar el Parque fue detenido, cuando Caltrans se opuso a la palabra "Aztlán", cuyas letras habían sido trazadas con piedras años antes, argumentando que el término era "militante", y afirmaba además que el uso de fondos federales violaría el título 9 del Acta de Derechos Civiles de 1964, al mostrar preferencia por la raza mexicana. Sin embargo, Pedro Orso, director del distrito de Caltrans, encargado de investigar la situación, decidió que la palabra no violaba ninguna ley, y la concesión de US$600 000 fue aprobada.

## Galería

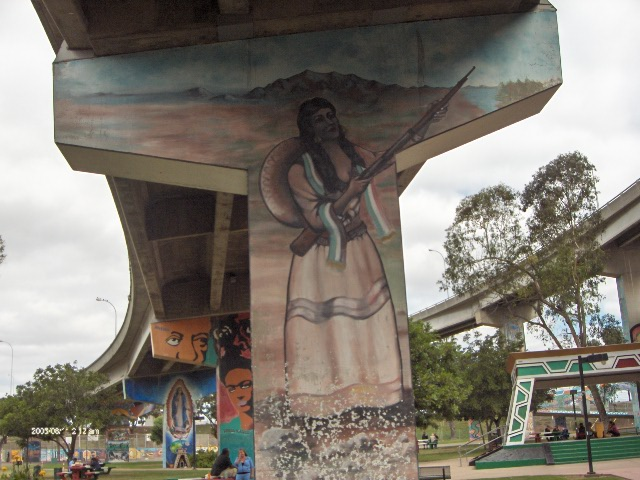
Mural de una Soldadera.
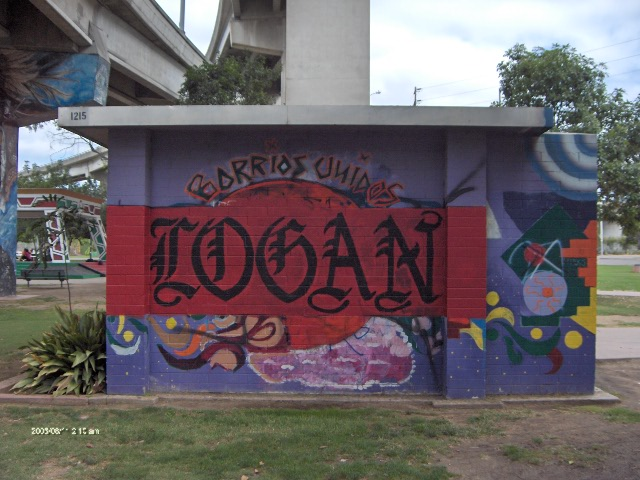
Baños públicos del parque.
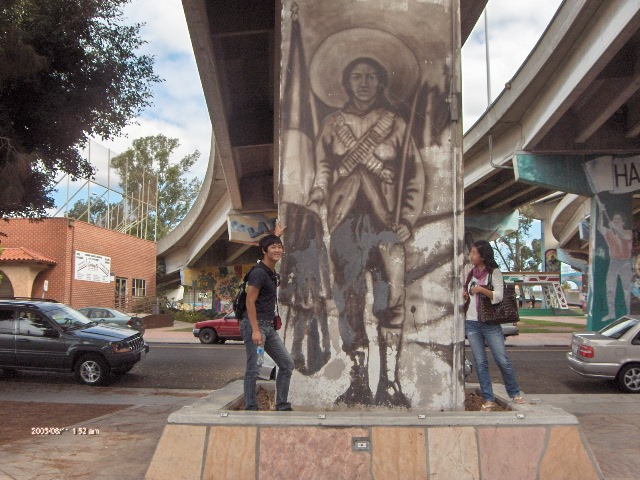
Pares coreanos que visitan el parque.